# WirelessHD
WirelessHD ist die Bezeichnung für die Spezifikation einer drahtlosen Übertragung hochauflösender Bilder. WirelessHD 1.0 [WiHD] funkt auf 1,76 GHz breiten Bändern im 60-GHz-Frequenzspektrum und kann bis zu 4 GBit/s übertragen. Damit kann man  unkomprimierte hochauflösende HD-Inhalte auf Distanzen von bis zu 10 Metern übertragen.
Version 1.1 erlaubt die Übertragung von bis zu 7,1 GBit/s jeweils auf max. 4 separaten Streams (maximal 28,4 GBit/s) und damit die Übertragung von UHD-Inhalten.
Die Spezifikation wurde in der Version 1.0 im Januar 2008 vom WirelessHD-Konsortium freigegeben. Mitglieder dieses Konsortiums sind unter anderem Sony, LG, Matsushita (Panasonic), NEC, Samsung, LTD, Sibeam, Toshiba und neuerdings auch der Chiphersteller Intel.